# Номенклатура боєприпасів до M270 MLRS та M142 HIMARS

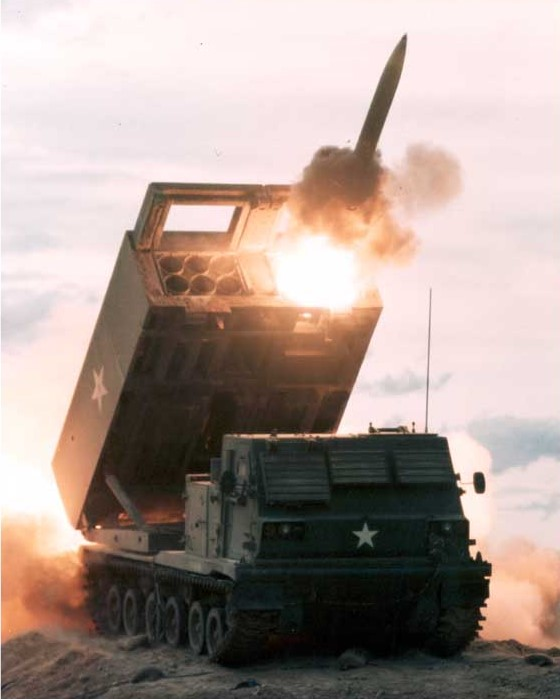
M270 веде вогонь

Американські артилерійські реактивні системи M142 HIMARS та M270 MLRS застосовують номенклатуру боєприпасів, що об'єднуються у кілька сімейств: MFOM, AFOM, PrSM.
Снаряди постачаються у стандартизованих капсулах. Такі капсули мають різну внутрішню, але уніфіковану зовнішню, конструкцію та станом на 2023 рік максимально можуть містити одну ATACMS ракету, дві PrSM ракети або 6 MLRS снарядів. До машин M142 та M270 капсули завантажуються самостійно персоналом самої машини, що, у свою чергу, має спеціальний кран для їх підняття — таким чином, система не потребує спеціальних транспортно-заряджальних машин, капсули можуть бути завантажені з землі або звичайної вантажівки.

## Опис

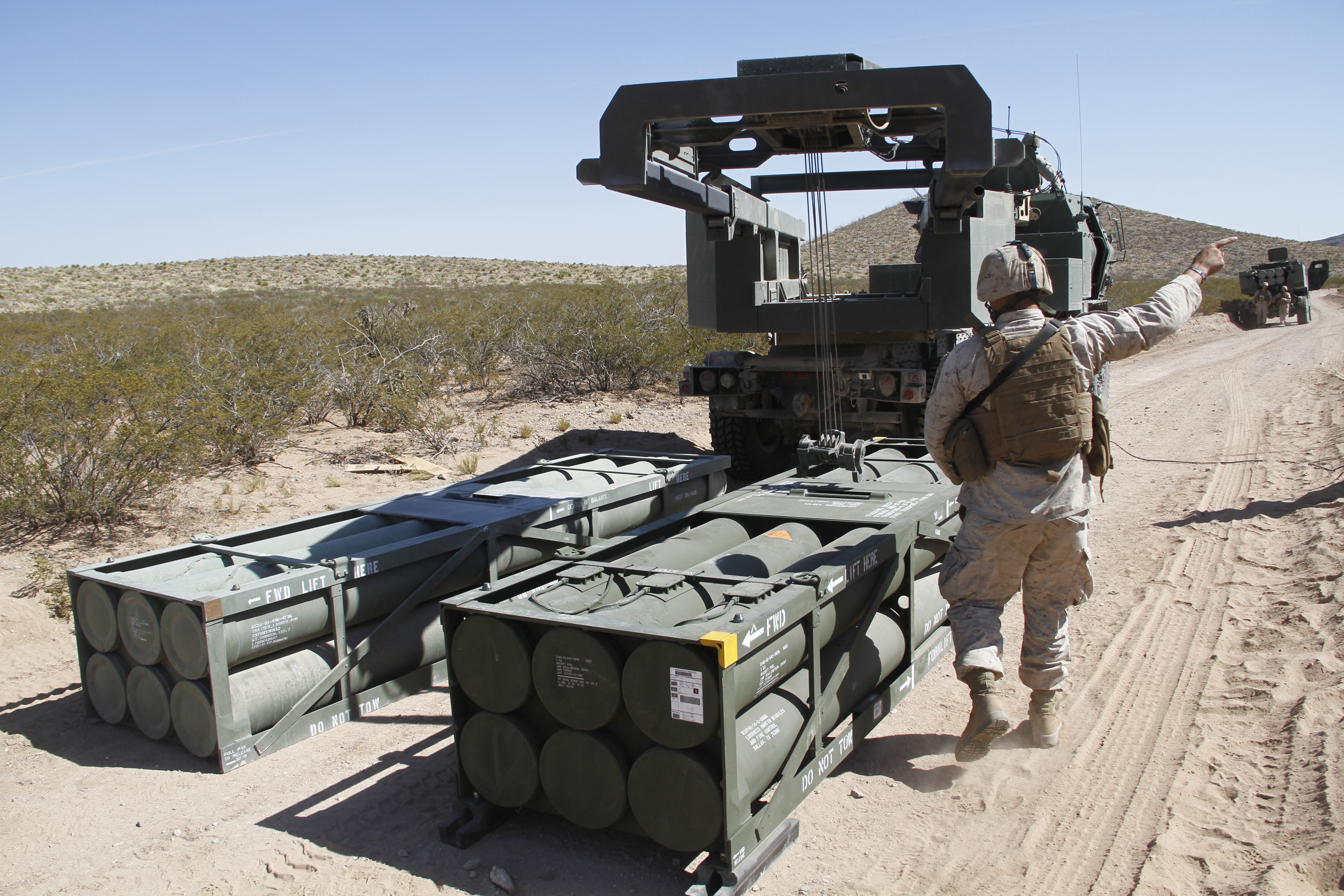
M142 HIMARS заряджає ракетну капсулу

### MFOM
MLRS Family of munitions (укр. «Сімейство боєприпасів РСЗВ»)

#### MLRS
- M26 — некерований касетний боєприпас (із 644 елементами касетних боєприпасів M77 DPICM), заборонений до використання у низці країн, з відстанню ураження від 15 до 32 або (у подальших модифікаціях A1(2) ER (extended range) шляхом зменшення бойової частини) 45 км.
  - AT2 SCATMIN — німецький різновид ракет M26 з бойовою частиною, що містить 28 протитанкових мін AT2 (варіант DM1399) з відстанню використання від 15 до 38 км[5].
  -  М26А1 — із 518 посиленими елементами касетних боєприпасів M85 ERR (удосконалена посилена версія касетних боєприпасів типу M77 DPICM) дальністю стрільби 45 км;
  -  М26А2 — з елементами касетних боєприпасів типу M77 DPICM з дальністю стрільби 45 км, використовувалися як проміжний варіант до прийняття на озброєння M85 ERR;
- М27 — навчально-тренувальний боєприпас для повного циклу тренування обслуги в заряджанні та навчальному пуску ракет;
- M28. Різновид ракет M26 із трьома баластними контейнерами та трьома контейнерами димового маркування замість корисного навантаження суббоєприпасів. М28 є різновидом некерованих реактивних снарядів M26 системи M270[4]. Кожна ракетна капсула містить 6 однакових ракет. Попри те, що їх було розроблено одночасно з M26, саме їх широко використовують і досі, й вони отримали подовження лінійки продуктів, як-от M30/31 тощо через відсутність заборони на унітарні (а не касетні) боєголовки у світі.
  - RRPR (Reduced Range Practice Rocket) Тренувальна ракета зі зменшеною дальністю M28A1 із затупленим носом. Діапазон зменшено до 9 км.
  - LCRRPR (Low Cost Reduced Range Practice Rocket) Низьковартісна тренувальна ракета зі зменшеною дальністю M28A2 із затупленим носом. Діапазон зменшено до 9 км.
- XM29 — експериментальні некеровані ракети з боєприпасами SADARM для дистанційного протитанкового мінування з дальністю стрільби у 40 км, розроблені у 1980-х роках, але ніколи не були призначені для регулярного використання;
- XM135 — ракети з бінарною хімічною боєголовкою, заповненою окремо двома нелетальними компонентами, що, втім, під час бойового застосування (опісля запуску), мали б змішуватися, формуючи VX, розроблені у 1980-х роках, але ніколи не були призначені для регулярного використання[6].
- SAGE 227(B/C/D) -  експериментальні некеровані реактивні снаряди розробки компанії TUBITAK-SAGE для заміни M26, що були частковою копією (авжеж використовували технології реверсивної інженерії щодо M26), що розроблялись з 1990 до 1995 року, але ніколи не були навіть протестовані.[7]

#### GMLRS
Ракети керованої реактивної системи залпового вогню GMLRS мають розширений у порівнянні з MLRS радіус дії та, на відміну від MLRS, GPS навігацію до своєї інерціальної навігаційної системи. Ракети GMLRS були представлені в 2005 році. Ракети M30 і M31, за винятком їхніх боєголовок, ідентичні. Станом на 1 грудня 2021 було виготовлено 50 тисяч ракет GMLRS, щорічне виробництво яких зараз перевищує 9 тисяч ракет. Кожна ракетна капсула містить 6 однакових ракет.
Актуальним станом на  2022 рік є виробництво виключно модифікацій A2.
- Ракети M30 з 404 касетними бойовими елементами DPICM (удосконалені звичайні боєприпаси подвійного призначення) M101. Діапазон 15-84 км. З 2004 по 2009 рік було вироблено 3936, виробництво було припинено на користь M30A1[9]. Залишки ракет M30 було оновлено боєголовками M30A1 або M31A1[10].
  - Ракети M30A1 з альтернативною боєголовкою (AW або Alternative Warhead), являє собою осколковий снаряд з повітряним підривом на висоті близько 9 метрів для максимальної площі ефективного ураження[11]. Діапазон 15-84 км. Ракета GMLRS, яка замість уражаючих елементів вибухової дії M30 має приблизно 176 000 уражаючих не вибухових вольфрамових елементів зонального ураження (2 групи: 1 група — 16 000 діаметром 5,5 мм; 2 група — 160 000 діаметром 3,3 мм)[12]. Виробництво розпочато в 2015 році[9][10]. Ця боєголовка є кращою не лише тому, що не використовує касетні засоби ураження, але вона також переважає звичайний розривний снаряд: «Вибуховий снаряд має дуже велике ураження, оскільки він продукує великий вибух та великі шматки шрапнелі, але цей снаряд складається з маленьких кульок і охоплює набагато більшу площу.»[13].
  - Ракети M30A2 з альтернативною боєголовкою (AW) (Guided Multiple Launch Rocket System[14]). Діапазон 15-84 км. Покращений M30A1, має реактивний двигун стійкий до ураження вибухом або кулями (IMPS). Єдиний варіант M30, який виробляється з 2019 року[15].
- XM31 — експериментальні керовані ракети з , успішне тестування яких у березні 2006 року передувало початку негайної конвертації M30 у M31 в армії США, завершення якої планувалося напркінці 2007 року[16].
- Ракети М31 з 90 кілограмовою цільною осколково-фугасною бойовою частиною. Діапазон: 15-84 км. Надійшов у виробництво в 2005 році. Боєголовка виробляється компанією General Dynamics і містить 23 кг (51 фунт) фугасної речовини PBX-109[en] у сталевому вибухово-осколковому футлярі[17].  M31 — керовані ракети Guided (with) Unitary (warhead) MLRS з посиленою (унітарною) боєголовкою для застосування в міських та гірських умовах бойових дій. Подальші модифікації A1(2) мають можливість повітряного вибуху та, у модифікації A2, систему IMPS (від англ. Insensitive Munition Propulsion System, дослівно — рушійна система на основі технології нечутливих боєприпасів)
  - Ракети M31A1 з 90 кілограмовою цільною осколково-фугасною бойовою частиною. Діапазон 15-84 км. Покращена версія M31.
  - Ракети M31A2(GMLRS Unitary High Explosive (HE) Missile Pods[14]) з 90 кілограмовою цільною осколково-фугасною бойовою частиною. Діапазон: 15-84 км. Покращений варіант M31A1, має реактивний двигун стійкий до ураження вибухом або кулями (IMPS). Єдиний варіант M31, який виробляється з 2019 року.
- Ракети M32 SMArt — німецька розробка GMLRS на основі M30 (відтак радіус дії такої 15-84 км) для MARS II, що містить у бойовій частині 4 начебто (точаться спори щодо чи то касетна чи високоточна зброя) касетних SMArt 155 та нове польотне ПЗ, що призначені для знищення бронетехніки[18]
- SAGE 227F PARS (тур. Programlanabilir Ataletsel Roket Sistemi "програмована інерційна ракетна система") -  керовані реактивні снаряди розробки компанії TUBITAK-SAGE, що розроблялись з 1996 року, мають діапазон дальності ураження від 15 до 45 км, та виготовлялись з наявних у вільному продажу компонентів без абияких змін. Станом на  2023 ця модифікація є останнім в часі снарядом розробки Туреччини, що був сумісний з MFOM[7].

##### ER GMLRS
Ракети ER GMLRS (англ. Extended Range Guided Multiple Launch Rocket System; укр. «Керована реактивна система залпового вогню підвищеної дальності») зі збільшеною у порівнянні з GMLRS дальністю до 150 км. Ракети мають дещо збільшений двигун, нову конструкцію корпусу та хвостового оперення. Поставлятимуть їх унітарною або альтернативною бойовими частинами.
Перший успішний випробувальний політ ER GMLRS відбувся в березні 2021 року. Lockheed Martin планує включити ER у свою лінійку продукції в 2023 фінансовому році та планує виробляти нові ракети на своєму заводі в Камдені. Повна готовність до використання запланована на 2025 рік.
У 2022 році Фінляндія стала першим іноземним замовником ER GMLRS. Естонія також не змусила себе чекати щодо такого кроку.
- Ракети M403 (Extended Range GMLRS (ER GMLRS) Alternative Warhead (AW) Missile Pods[14]) — керована ракета з уламковою бойовою частиною, повітряним підривом й відстанню ураження у 150 км.
- Ракети XM404 (Extended Range GMLRS (ER GMLRS) Unitary Pods[14]) — керована ракета з унітарною бойовою частиною й відстанню ураження у 150 км.

#### GLSDB
- GLSDB — варіант планерної бомби GBU-39, що запускається з наземних систем;

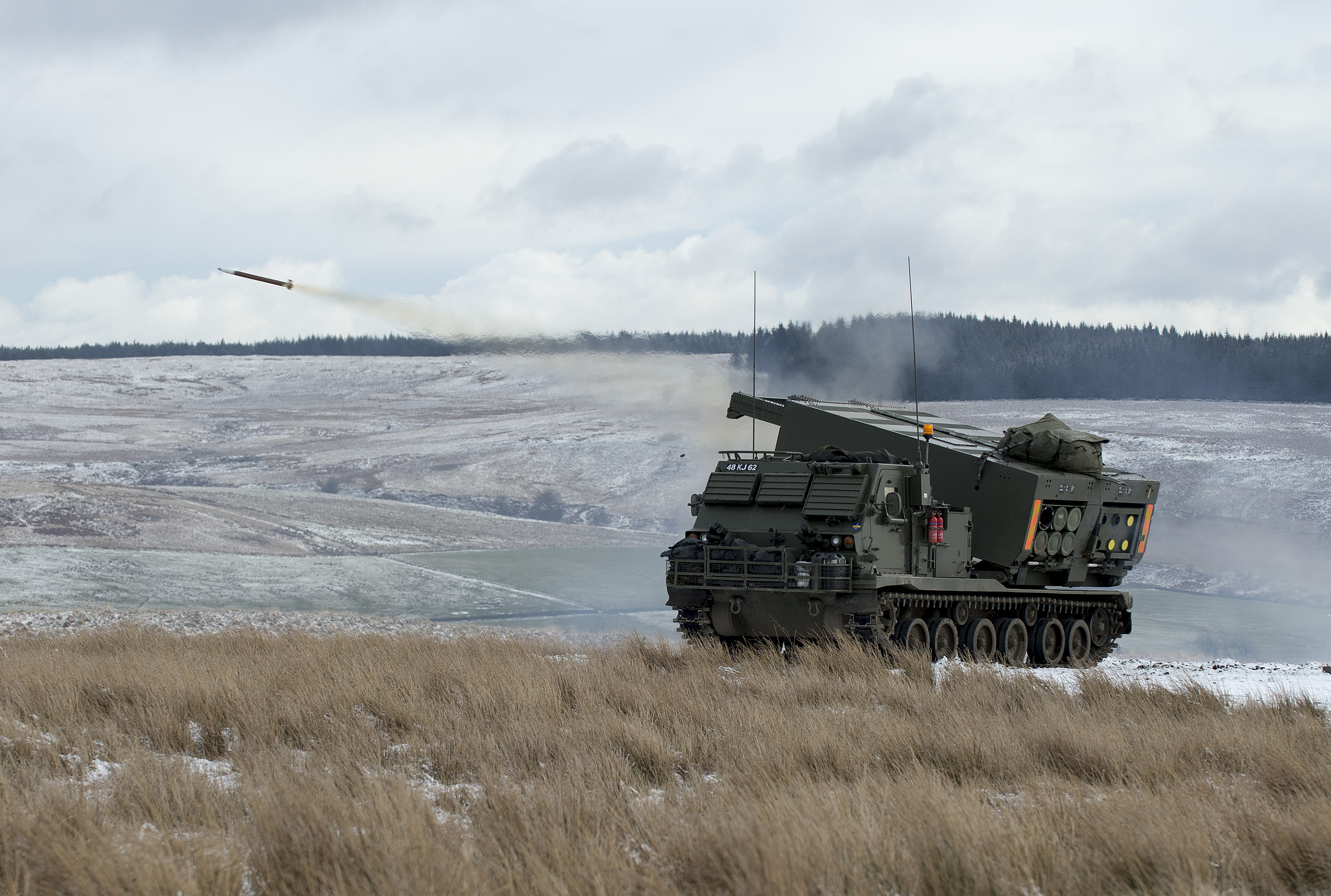
M270 стріляє тренувальним снарядом

28 листопада 2022 року стало відомо про розгляд Пентагоном пропозиції Боїнга щодо реалізації можливості використання нового типу снарядів саме з HIMARS — т.з. GLSDB (від Ground Launched Small Diameter Bomb, дослівно — Бомба малого діаметра наземного запуску), або здатної маневрувати у межах аж до 360 градусів крилатої високоточної бомби з максимальною відстанню ураження у 150 км, що є симбіозом двигуна від M26 й бомби SDB I з точністю влучання у 1 метр та попередньо позиціонувалась для використання виключно з M270.

### AFOM
Єдиним різновидом сімейства AFOM (від англ. ATACMS Family of munitions — «сімейство боєприпасів ATACMS») є ракета ATACMS та її численні модифікації.

#### ATACMS
ATACMS (від Army Tactical Missile System, дослівно — Армійська тактична ракетна система) або JTACMS (з 1982 до 1985 рік, від Joint Tactical Missile System, дослівно — Об'єднана тактична ракетна система) або TACMS  (від Tactical Missile System) — серія 610 мм ракети класу «земля-земля» (РСЗ) з дальністю стрільби до 300 км. Кожна ракетна капсула містить одну ракету ATACMS. Станом на  2022 рік на озброєнні американських військ залишаються лише M48, M57 і M57E1.
- Балістична ракета малої дальності дії M39 (ATACMS BLOCK I) з інерційним наведенням. Ракета несе 950 протипіхотних і бронебійних (APAM) бомб M74. Діапазон: 25-165 км. З 1990 по 1997 рік було виготовлено 1650 M39, після чого виробництво було припинено на користь M39A1. Під час операції «Буря в пустелі» по іракських цілях було випущено 32 M39, а під час операції «Іракська свобода» було випущено ще 379 M39[32][33]. Решта ракет M39 модернізуються до ракет M57E1[34][35]. M39 єдиний варіант ATACMS, яким можуть стріляти всі варіанти M270 і M142.
  - Ракета M39A1 (ATACMS BLOCK IA) з GPS-наведенням. Ракета несе 300 бомб M74 APAM. Діапазон: 20-300 км. З 1997 по 2003 рік було виготовлено 610 M39A1. Під час операції «Іракська свобода» було випущено 74 M39A1[32][33]. Решта ракет M39A1 модернізуються до ракет M57E1[34][35]. M39A1 і всі пізніше представлені ракети ATACMS можуть використовуватися тільки з M270A1 (або його варіантами) і M142.
  - Ракета M48 (ATACMS Quick Reaction Unitary (QRU)) з GPS-наведенням. Ракета несе 227 кілограмову (500 фунтів) проникаючу осколково-фугасну боєголовку протикорабельної ракети Harpoon ВМС США WDU-18/B. Діапазон: 70-300 км. 176 M48 було виготовлено між 2001 і 2004 роками, виробництво було припинено на користь M57. Під час операції «Іракська свобода» по іракських цілях було випущено 16 M48; ще 42 M48 були випущені під час операції «Нескорена свобода»[32][33]. Решта ракет M48 залишаються в арсеналі армії США та Корпусу морської піхоти США.
- Ракета M57 (ATACMS TACMS 2000) з GPS-наведенням (Army Tactical Missile System (ATACMS) Missile Pods[14]). Ракета має таку ж боєголовку (WDU-18/B), що й M48. Діапазон: 70-300 км. З 2004 по 2013 рік було виготовлено 513 M57[32][33].
  - Ракета M57E1 (ракета модифікації ATACMS (MOD)) з GPS-наведенням. M57E1 — це позначення модернізованих M39 і M39A1 із заміненим двигуном, оновленим програмним і апаратним забезпеченням навігації та наведення, а також боєголовкою WDU-18/B замість бомб M74 APAM. M57E1 ATACMS MOD також містить датчик наближення для підриву у повітрі[34]. Виробництво почалося в 2017 році з початкового замовлення на 220 модернізованих M57E1[32][33]. Програму планується завершити в 2024 році з впровадженням ракети Precision Strike Missile (PrSM), яка замінить ракети ATACMS в арсеналі США

### PrSM

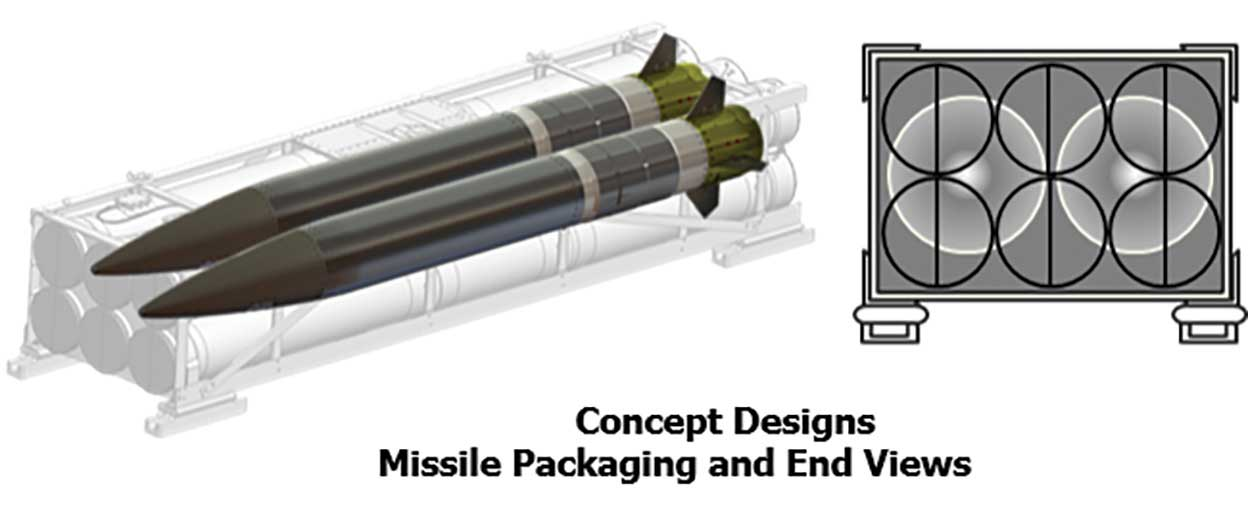
Концепт-арт капсули з PrSM

PrSM (від англ. Precision Strike Missile, дослівно — Високоточна ударна ракета) — це нова серія ракет з GPS-наведенням, яка почне замінювати ракети ATACMS у 2024 році. PrSM має нову боєголовку з зональним ефектом ураження і має радіус дії 60-499 км. Ракети PrSM можуть запускатися з M270A2 і M142, причому кожна ракетна капсула містить 2 ракети. Станом на  2022 рік PrSM перебувала на початковому етапі виробництва з низькими темпами, протягом року американським військовим постачається 110 ракет. 
8 грудня 2023 року армія США оголосила про постачання першої партії ракет PrSM.
Перші офіційні згадки про неї датуються 2020 роком, втім саму програму розробки ракети, що до 2018 року мала назву LRPF (англ. Long Range Precision Fires дослівно — Точна стрільба на великі відстані), було затверджено 14 липня 2016 року й розпочато 31 березня 2017 року. Станом на  2023 рік відомо, що ракета буде також протикорабельною з можливістю самостійного пошуку, супроводу та ураження надводної цілі, використовуючи систему наведення LBASM (англ. Land-Based Anti-Ship Missile дослівно — Протикорабельна ракета наземного базування), що, у свою чергу, можуть вражати кораблі, що рухаються

## Інші розробки

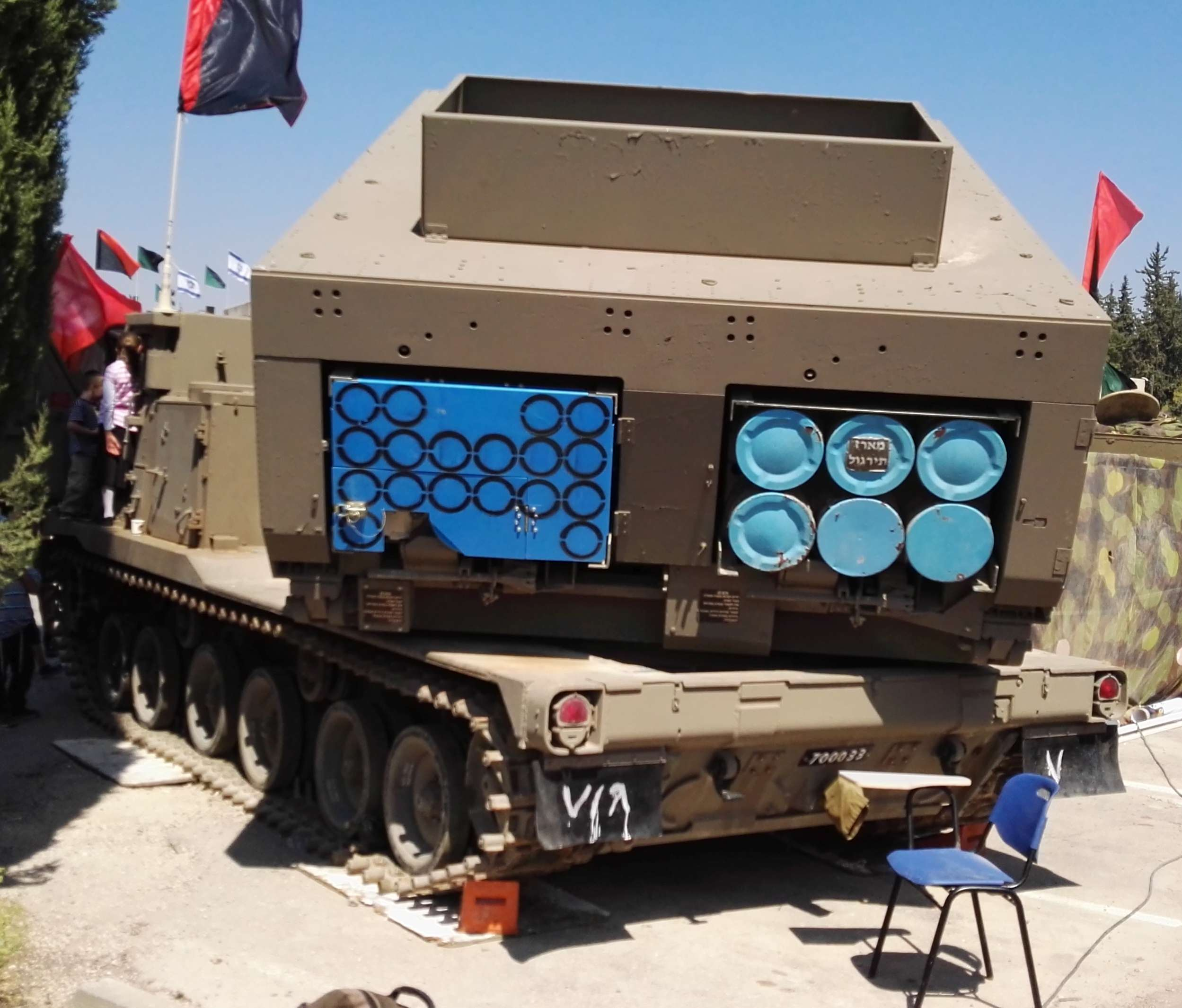
Ізраїльський варіант M270, «Менатец», споряджений ракетною капсулою зі 122-мм ракетами «Ромах» (ліворуч)

### Порівняння
| Тип                              | Вага         | Макс.дальність ураження | Система керування | Боєголовка |
| -------------------------------- | ------------ | ----------------------- | ----------------- | --- |
| M26                              | 306 кг       | 32 км                   |                   | 644 касетних боєприпасів M77 DPICM |
| M26A1/A2                         | 296 кг       | понад 45 км             |                   | M26A1: 518 касетних боєприпасів M85 DPICM M26A2: 518 касетних боєприпасів M77 DPICM                                                                        |
| M28/M28A1                        | 306 кг       | 9 км                    |                   | навчальний боєприпас на базі М26 з трьома баластними контейнерами та трьома контейнерами для димового маркування замість корисного вантажу суббоєприпасів. |
| M30/M31                          |              | 84 км                   | GPS/INS           | M30: 404 касетних боєприпаси M85 DPICM M31: 90 кг вибухової речовини                                                                                       |
| AT2 SCATMIN                      | 254 кг       | 38 км                   |                   | 28 протитанкових мін AT2 |
| PARS SAGE-227 F                  | 160-300 кг   | 70 км                   |                   | |
| MGM-140/164/168 ATACMS Block IVA | 1480-1670 кг | 300 км                  | GPS/INS           | 160-560 кг |
| PrSM                             |              | 499+ км                 |                   | |

## Техніка
Оскільки MFOM є ідеєю та терміном, що був запропонований та первинно використовувася виключно Lockheed Martin, цілком логічним є той факт, що станом на  2023 технікою, яка повноцінно підтримує використання озброєння MFOM є виключно техніка, що є виробленою самостійно компанією Lockheed Martin або в кооперації з нею або на ліцензованому нею виробництві компаній інших країн..

### Гусенична
- M270 MLRS (1983) — первинна система для використання повного спектру озброєнь MFOM[42][46]
  -  LRU[47][48]
  -  MARS[47]
    -  MARS II/MLRS-E - розвиток MARS, ліцензована копія M270 MLRS[45][47]

  -  Menatetz (1995)[49]
  -  MLRS Improved/MLRS-I [47]

### Колісна
- M142 HIMARS (2010)[43]
- GMARS[50]